# Langete
Langete, Langeten – rzeka w Szwajcarii, w kantonie Berno o długości 31 km. Jest lewym dopływem rzeki Murg. Źródła rzeki znajdują się w okolicach gminy Eriswil. Rzeka kończy swój bieg uchodząc wraz z rzeką Rot do rzeki Murg w gminie Roggwila.